# Al Khail Road

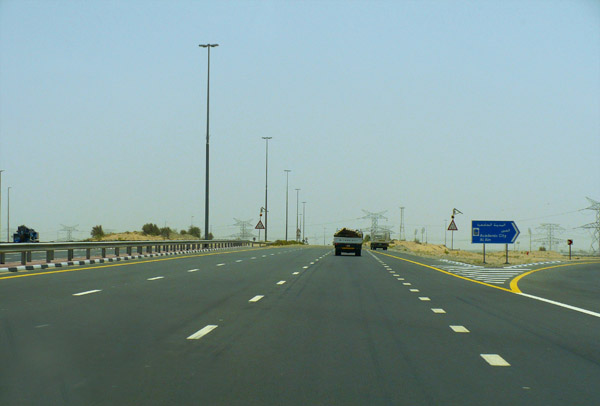
Dubai-Hatta Highway

Die Al Khail Road (E 44, إ ٤٤) ist eine Autobahn in den Vereinigten Arabischen Emiraten.
Die Straße beginnt in Al Barsha, einem Stadtteil von Dubai und verläuft annähernd parallel zur Sheikh Zayed Road und der Sheikh Mohammed bin Zayed Road. Ab der Kreuzung mit der Oud Mehta Road, welche in der Nähe des Dubai Creek liegt, heißt sie Ras Al Khor Road. Außerhalb von Dubai wird sie zum Dubai-Hatta-Highway und führt im weiteren Verlauf bis nach Hatta.
Koordinaten: 25° 7′ 8,8″ N, 55° 14′ 58″ O